# The Harder They Come
A The Harder They Come egy 1972-es jamaicai film, rendezte Perry Henzell.
Főszereplője Jimmy Cliff reggae énekes, Ivanhoe Martin szerepében, akit Rhyginről, az 1940-es években híressé vált jamaicai bűnözőről mintáztak. Martin egy szegény jamaicai, aki munkát keres, és később beáll reggae-zenésznek. Végül bűnre adja a fejét és ganját kezd árulni. A filmnek két változata van egy feliratos és egy felirat nélküli, amelynek más a vége.
A The Harder They Come-t 1973 februárjában mutatta be New Yorkban Roger Corman New World Pictures vállalata, de ekkor kevés sikert aratott. Akkor lett csak népszerű, amikor éjféli mozikban kezdték vetíteni a következő év áprilisában. Az angol Clash punk zenekar "Guns of Brixton" és "Safe European Home" című számaiban utal a filmre. 2005-ben színpadi musicalt készített a filmből a Theatre Royal Stratford East és a UK Arts Productions Londonban. A film zenéje jelentette az áttörést az USA-ban a reggae-zene számára.

## Lásd még
- The Harder They Come (filmzene)

## Külső hivatkozások
- Criterion Collection essay by Michael Dare Archiválva 2007. október 31-i dátummal a Wayback Machine-ben
- The Harder They Come a PORT.hu-n (magyarul)